# Riunione Adriatica di Sicurtà
RAS S.p.A. (acronimo di Riunione Adriatica di Sicurtà) è stata una compagnia assicuratrice italiana, fondata il 9 maggio 1838 a Trieste. Dal 2007 è parte del gruppo Allianz.

## Storia

### Gli inizi
La RAS, una delle prime società di assicurazioni italiane, è stata fondata a Trieste, allora nell'Impero austriaco, il 9 maggio 1838 come controllata dell'Adriatico Banco di Assicurazioni, una compagnia fondata nel 1826 sempre a Trieste da Angelo Giannichesi, originario di Zante, marito di Despina Ralli (appartenente a una grande e potente famiglia di Trieste).
Il capitale sociale era di un milione e mezzo di fiorini e la durata prevista di dodici anni, molto lunga per l'epoca.
La sede RAS è stata poi spostata nel 1947 a Milano.
Durante il periodo delle leggi razziali fasciste, il presidente della RAS Arnoldo Frigessi di Rattalma, di religione giudaica, dovette lasciare la direzione ad Enrico Marchesano. Finita la guerra Arnoldo Frigessi riprese il controllo della società mentre Marchesano divenne presidente dell'IRI.
Nel 1949 Frigessi chiamò alla Direzione generale della Ras Piero Sacerdoti, fino ad allora direttore della società controllata francese La Protectrice.
Alla morte di Frigessi nel 1950, Marchesano riprese la presidenza della RAS. Il prof. Sacerdoti rimase direttore generale fino alla sua morte improvvisa nel 1966. Durante la sua gestione (1950-1965) i premi del gruppo RAS ebbero un incremento di 6 volte da 30 a 180 miliardi di lire e quelli della sola RAS del 285% e la compagnia estese la sua operatività nei cinque continenti con 34 compagnie figlie, diventando la seconda compagnia di assicurazioni italiana dopo le Assicurazioni Generali.

### La nuova sede

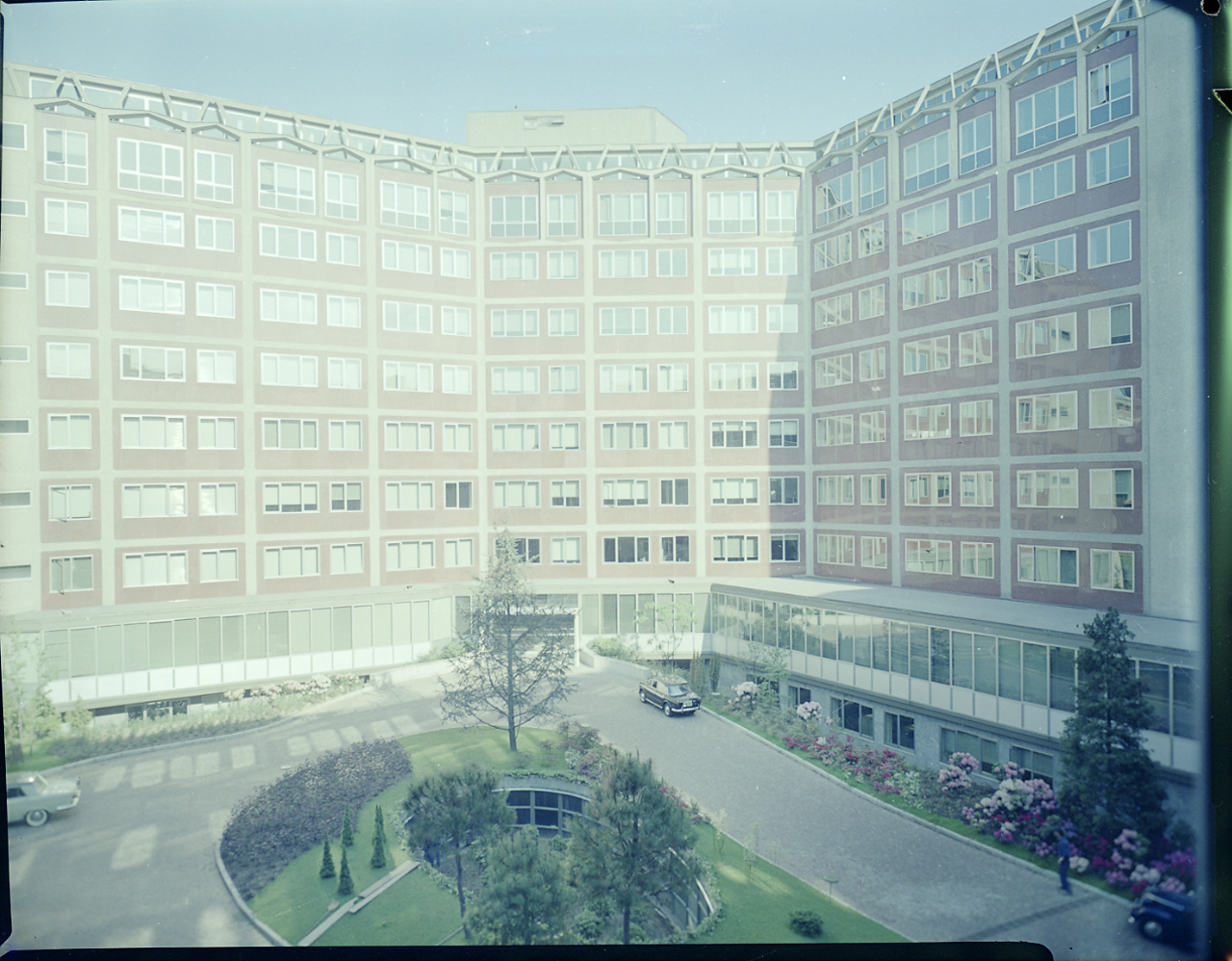
Edificio della nuova sede della RAS in Corso Italia, 23. Foto di Paolo Monti, 1962.

Sacerdoti realizzò nel 1962 lo spostamento della sede della compagnia da via Manzoni 38 a corso Italia 23 all'angolo con via Santa Sofia nella nuova sede progettata dagli architetti Gio Ponti e Piero Portaluppi. Al progetto partecipò come protagonista con precise direttive perché esso rispondesse a rigorosi criteri di funzionalità scaturiti dalla sua esperienza e dalle sue visite ai più moderni palazzi sedi delle Imprese assicuratrici sorti in Europa in quegli anni.
In Italia la nuova sede RAS fu il primo nuovo edificio creato nel secondo dopoguerra come sede direzionale di banca e compagnia di assicurazione e a Milano rimane tra i migliori esempi di opera di architettura destinata ad ufficio, insieme agli altri palazzi di Gio Ponti per le sedi Montecatini, Edison, Rai e al grattacielo Pirelli.

### L'era Pesenti
Il controllo della società venne assunto all'inizio degli anni sessanta dalle famiglie Pesenti di Bergamo e Ravano di Genova, che nominarono presidente nel 1965 Massimo Spada, e vicepresidente Ulrico Pignatari, premiato successivamente con l'Ambrogino d'oro.
Nel gennaio del 1967, dopo la morte del prof. Sacerdoti, divenne presidente e amministratore delegato l'ing. Ettore Lolli (1908-2000), ex-vicedirettore generale della B.N.L. e consulente finanziario di Carlo Pesenti, che controllava la RAS tramite l'Italmobiliare. Nel 1977 è nominato direttore finanziario Attilio Lentati che sarà poi nel 1991 amministratore delegato.
Nel 1980 la RAS incorporò l'Assicuratrice Italiana, che aveva fondato sul finire dell'Ottocento.
Nel 1982 l'ing. Lolli lasciò la presidenza della RAS a Franz Schmitz, già direttore generale della Société de Banque Suisse.

### L'incorporazione in Allianz
Dopo la morte di Carlo Pesenti nel 1984, il figlio Giampiero, a causa del forte indebitamento delle società di famiglia, vendette la sua partecipazione nella RAS alla società assicuratrice tedesca Allianz. 
Nel 1999 RAS incorpora le aziende assicuratrici Lavoro & Sicurtà, L'Italica, Compagnia di Genova.
Allianz entrò nel capitale di RAS fino a controllarne il 55% nel 2005. Ad ottobre 2005 la società tedesca ha lanciato un'OPA sul rimanente 45% e alla conclusione dell'operazione si è giunti alla fusione tra Allianz AG e RAS Holding dalla quale è nata Allianz SE.
Il 1º ottobre 2007 Allianz ha dato il via ad una riorganizzazione che ha portato la nascita di Allianz S.p.A., filiale italiana che ha conglobato in tre divisioni le preesistenti Allianz Subalpina, Lloyd Adriatico e la stessa RAS, il cui marchio è stato così sostituito da Allianz RAS.
RAS ha portato in dote ad Allianz alcune partecipazioni strategiche quale il 2,256% di UniCredit e il 4,415% di Pirelli&C.

## Cronologia
- 1838, 9 maggio: viene fondata a Trieste la Riunione Adriatica di Sicurtà, per operare nei rami Incendio e Trasporti. A sei mesi dalla sua fondazione la Riunione Adriatica di Sicurtà ha già costituito agenzie generali a Vienna, Atene, Venezia, Praga, Budapest e Lubiana.
- 1839: altre agenzie generali sono create a Milano, Lugano, Berlino, Leopoli, Innsbruck.
- 1840-1845: ulteriore espansione dell'attività della RAS con la costituzione di agenzie generali a Stettino, Breslavia, Varsavia, Amburgo, Danzica, Colonia.
- 1853: viene emessa, in Boemia, la prima polizza di assicurazione contro la grandine.
- 1854: la Riunione Adriatica di Sicurtà estende le proprie operazioni al Ramo Vita.
- 1856: inizio degli investimenti immobiliari della compagnia, con l'acquisto — a Milano — dell'Hôtel de la Ville. Lo storico palazzo, distrutto dai bombardamenti nel corso della seconda guerra mondiale, è stato ricostruito ed è tuttora di proprietà della Riunione Adriatica di Sicurtà.
- 1857: il leone di S. Marco viene usato per la prima volta come emblema sociale.
- 1862: si costituisce l'agenzia di Istanbul.
- 1868: si apre a Bruxelles il primo ufficio di riassicurazioni della compagnia. La RAS apre a Rotterdam una propria agenzia trasporti.
- 1877: viene istituito a Londra un ufficio di riassicurazioni della compagnia.
- 1878: quarantesimo anniversario della fondazione della Riunione Adriatica di Sicurtà. Al servizio della compagnia operano ora 12 agenzie generali, 180 agenzie principali, 4061 agenzie e subagenzie. Gli impiegati direttamente dipendenti dalla compagnia sono 296.
- 1881: l'organizzazione ungherese della Riunione Adriatica di Sicurtà festeggia l'emissione della sua milionesima polizza incendio. Il raggiungimento di tale traguardo dimostra quanto potente e prestigiosa fosse la posizione della Compagnia nei territori asburgici.
- 1890: la Riunione Adriatica di Sicurtà fonda a Vienna la sua prima consociata « Internationale Unfall-und Schadensversicherungsgesellschaft A.G. ».
- 1898: è creata a Milano, col compito di operare nei rami infortuni e responsabilità civile, « L'Assicuratrice Italiana », prima affiliata italiana del gruppo RAS. Nei due anni successivi « L'Assicuratrice Italiana » estende la propria attività alla Spagna e alla Svizzera.
- 1900: la Riunione Adriatica di Sicurtà inizia la propria attività nel ramo furti.
- 1911: è fondata a Parigi la «Protectrice - Accidents», prima consociata francese del Gruppo RAS. È costituita a Barcellona la direzione della RAS per la Spagna, che verrà in seguito trasferita a Madrid. Nello stesso anno la compagnia estende la propria attività in Palestina e nel Libano.
- 1914: l'agenzia generale della RAS di Vienna viene elevata al rango di direzione per l'Austria.
- 1920: creata a Copenaghen l'affiliata danese « Nordeuropa ».
- 1924: la RAS apre a Parigi un proprio ufficio di riassicurazioni.
- 1928: a Rio de Janeiro è costituita la direzione brasiliana della Riunione Adriatica di Sicurtà. Sempre nel 1928 la RAS istituisce proprie rappresentanze a Casablanca (Marocco) e a Bombay (India).
- 1932-1934: entrano a far parte del gruppo le compagnie d'assicurazione « Munchener Lebensversicherungsanstalt » (Monaco), « Unione Subalpina di Assicurazioni » (Torino), « Portugal Previdente » (Lisbona) e « Mutua Assicuratrice Cotoni » (Milano).
- 1935: si fonda a Parigi la consociata « Protectrice-Vie ».
- 1935-1937: entrano a far parte del gruppo le società « Lucero » (Madrid), « Sark Sigorta » (Istanbul) e « L'Italica » (Milano).
- 1938: la Riunione Adriatica di Sicurtà festeggia il primo secolo di vita. Al compimento del centesimo anno la forza organizzativa e produttiva della compagnia (escluse le consociate) è la seguente: 8957 collaboratori; 3 agenzie generali e 130 agenzie principali in Italia; 16 direzioni, 8 direzioni filiali, 30 filiali e sedi, 74 agenzie generali all'estero; circa tremila altre agenzie e subagenzie in Italia e all'estero; gli immobili di proprietà della compagnia sono 107 (di cui 57 all'estero); i capitali pagati dalla RAS ai propri assicurati, in cent'anni di vita e in tutti i rami, ammontano a lire 12.136.000.000: una cifra che, tradotta in moneta attuale, raggiunge i mille miliardi di lire.
- 1948-1949: si associano al Gruppo RAS le compagnie « Canadian Home Assurance » (Montreal) e « The Dominion Insurance Co. of South Africa » (Johannesburg).
- 1950: creata a New York la consociata « Jefferson Insurance Co ».
- 1952: la RAS fonda le affiliate « Adriatica Venezolana de Seguros » (Caracas) e « El Sol » (Lima). Entra a far parte del gruppo la società « British Reserve Insurance Co. » (Londra).
- 1960: con la nascita della consociata « Consolidated Insurances of Australia » (Melbourne) il gruppo RAS, comprendente 30 compagnie d'assicurazione, estende la propria attività a tutti i continenti.
- 1962: inaugurata a Milano (benedetta dal cardinale G. B. Montini, poi papa Paolo VI) la nuova sede della Riunione Adriatica e dell'Assicuratrice Italiana.
- 1963: la compagnia apre a Londra un ufficio « Marine and Aviation » ed inaugura ad Amburgo la nuova sede della propria direzione per la Germania.
- 1964: approvazione del 125º bilancio della Società: l'incasso premi della RAS ha superato i 45 miliardi di lire, quello di tutto il gruppo è stato pari a 140,3 miliardi di lire. La rete organizzativa del Gruppo RAS comprende 260 direzioni, filiali e sedi, 8500 impiegati, 12.000 agenzie, 31.000 collaboratori.